# Isacco da Forlì
Isacco da Forlì noto anche come Isaac ben Ovadia ben David (fl. XV secolo) è stato un miniaturista, pittore e letterato italiano.

## Biografia
Di religione ebraica, secondo alcuni convertitosi al cattolicesimo in tarda età, fu artista molto raffinato ("One of the finest professional Jewish scribes in mid fifteenth-century Florence"), attivo nella Firenze del XV secolo, ma anche a Mantova. Alcuni suoi manoscritti sono conservati, oltre che a Firenze, a Bologna e a Mantova.
I manoscritti superstiti, databili al periodo tra il 1427 e il 1467, comprendono:
- Un'intera Bibbia
- I Salmi
- Libri di preghiere
- Una copia di un'opera di Jacob ben Asher: il celebre testo Arba'a Turim, considerato una delle fonti per l'etica medica ebraica. Questo testo pare essere stato copiato in Mantova nel 1435.

Pasternak ne esalta "il profondo senso estetico, insieme alla qualità dei suoi materiali".